# EUDEL
La Asociación de Municipios Vascos (EUDEL, del euskera Euskadiko Udalen Elkartea) es una institución fundada en 1982 cuyo objetivo es la representación de los municipios y sus intereses frente a otras instituciones. En la actualidad son miembros de la asociación casi la totalidad de los municipios del País Vasco, además de algunos de la Comunidad Foral de Navarra y del Enclave de Treviño (Burgos).
Tiene su domicilio en la calle Manuel Iradier de Vitoria y su sede central en la [{calle Ercilla]] de Bilbao.

## Finalidad
- El fomento y defensa de la autonomía local.
- La promoción y protección de la democracia local, así como de la participación ciudadana en las políticas de ámbito local.
- La defensa y representación conjunta de los intereses generales de los municipios asociados ante las distintas instituciones públicas, los agentes sociales y la propia sociedad vasca.
- La intervención en el procedimiento previsto para la elaboración de normas cuando éstas afecten al ámbito competencial o a los intereses de los municipios.
- El impulso a la colaboración de las instituciones locales para el diseño y la evaluación de políticas públicas a favor de un desarrollo humano sostenible, desde la igualdad de derechos y oportunidades, también desde una perspectiva global de país.
- La promoción de proyectos de actuación conjunta entre las instituciones locales con otras instituciones priorizando el ámbito vasco y también en el exterior.
- La promoción de la colaboración interinstitucional dentro del ámbito propio de actuación de la Asociación.
- La promoción de los valores democráticos, de la defensa de la pluralidad, de la convivencia y de los derechos humanos.
- La promoción de la igualdad de derechos y oportunidades de la ciudadanía.
- La promoción de la recuperación, normalización y uso del euskara.
- El impulso y desarrollo del espíritu europeo entre los municipios vascos y de colaboración internacional, mediante la promoción y mejor desarrollo de su participación y representación en los organismos europeos e internacionales.
- La creación y mantenimiento de espacios de intercambio de experiencias, de formación, así como de servicios de asesoramiento y apoyo.

## Órganos de gobierno
La asociación establece tres órganos diferentes de gobierno:
- La Asamblea General. Es el órgano máximo de la Asociación y está constituida por todos sus socios.

- La Comision Ejecutiva. Está  formada por un Presidente o una Presidenta, dos Vicepresidentes o Vicepresidentas y doce Vocales, que habrán de tener la condición de representantes de socios titulares. Entre sus funciones están:
- Ejecutar los acuerdos de la Asamblea General.
- Dirigir y administrar la Asociación para el cumplimiento de sus fines.
- Mantener relaciones con las instancias políticas y administrativas.
- Coordinar los trabajos de las Comisiones Territoriales.

- Las Comisiones Territoriales. Tienen como función primordial la defensa de los intereses de los municipios ante los órganos del territorio correspondiente, de acuerdo con los criterios generales aprobados en la Asamblea General y por la Comisión Ejecutiva. Igualmente, las Comisiones Territoriales actuarán como órganos consultivos de la Comisión Ejecutiva, pudiendo elaborar y elevar a los órganos superiores los informes y propuestas que estimen pertinentes.Cada comisión está formada por nueve miembros.

### Votos en la asamblea general
El número de votos de cada municipio en la Asamblea se corresponden con una escala en función de su población.
- Municipios de hasta 1.000 habitantes:1 voto
- de 1001 a 2.000 habitantes:2 votos
- de 2.001 a 3.000 habitantes:3 votos
- de 3.001 a 5.000 habitantes: 4 votos
- de 5.001 a 10.000 habitantes: 5 votos
- de 10.001 a 20.000 habitantes:10 votos
- de 20.001 a 50.000 habitantes:15 votos
- de 50.001 a 100.000 habitantes:20 votos
- de 100.001 a 150.000 habitantes:25 votos
- de más de 150.000 habitantes:30 votos